# Andreas Johnson
Jon Erik Andreas Johnson, född 22 mars 1970 i Borgeby församling, Malmöhus län, är en svensk popsångare.

## Biografi
Johnson kommer från en musikerfamilj. Båda föräldrarna var jazzmusiker, och det hände att han följde med dem på turnéer, spelkvällar och liknande. I tonåren började han lyssna på hårdrock, men även på bland annat Bob Dylan, The Beatles, David Bowie, Lou Reed och Crosby, Stills, Nash & Young. 
Johnson fick en stor succé med låten "Glorious" 1999, som ingår på albumet Liebling. Han debuterade i Melodifestivalen 2006 med låten "Sing for Me" och tog sig från den första deltävlingen vidare direkt till finalen, där han slutade på tredje plats. Samma år var han en av sommarvärdarna i Sveriges Radio P1. Året efter deltog Johnson åter i Melodifestivalen, och gick från den fjärde deltävlingen vidare direkt till final med bidraget "A Little Bit of Love". Väl i finalen toppade han sin tredjeplats från året innan genom att denna gång sluta tvåa.
I januari 2008 startade Johnson ett samarbete med Carola Häggkvist under artistnamnet Johnson & Häggkvist, och singeln "Lucky Star" släpptes. Samma år ställde duon upp i Melodifestivalen med låten "One Love", och blev i samband med detta kända som "Androla" i media. Trots ett enormt favoritskap föll duon redan i den andra deltävlingen genom att endast kvalificera sig till Andra chansen, till förmån för Rongedal och Sanna Nielsen som gick till final. Inför mötet mot Nordman i Andra chansens tredje duell kritiserades duon hårt efter att Carola bar en samisk mössa vid ankomsten i värdstaden Kiruna, något en del samer såg som stötande. Duellen är fram till införandet av tävlingens röstnings-app 2015 den Andra chansen-duell med sammanlagt flest röster; av de 518 471 rösterna gick 316 118 till Nordman som då slog ut Johnson och Häggkvist med sina 202 353 röster.
Johnson återvände till Melodifestivalen 2010 med bidraget "We Can Work it Out", med vilket han från den andra deltävlingen tog sig direkt vidare till final och slutade sexa. Två år senare ställde han åter upp i tävlingen, denna gång med bidraget "Lovelight". Trots att han tippades att gå till final fick han likt 2008 tävlade vidare i Andra chansen, där han denna gång fick se sig slagen av gruppen Timoteij; de blev i sin tur utslagna av Top Cats i programmets andra omgång.
I SVT-programmet Inför Eurovision Song Contest 2011 var han en av de fem i juryn som förhandsgranskade och tyckte till om samtliga bidrag i Eurovision Song Contest 2011.
Efter tre års uppehåll återkom Johnson till Melodifestivalen 2015 med bidraget "Living To Die". Han gick ut som nummer fyra i den tredje deltävlingen, efter Andreas Weise och före Isa, och slutade efter omröstningen på sjunde och sista plats. Fyra år senare var han dock tillbaka i tävlingen med bidraget "Army of Us", som från den andra deltävlingen gick vidare till Andra chansen. Där ställdes bidraget mot Anna Bergendahls "Ashes To Ashes" som gick segrande ur duellen.

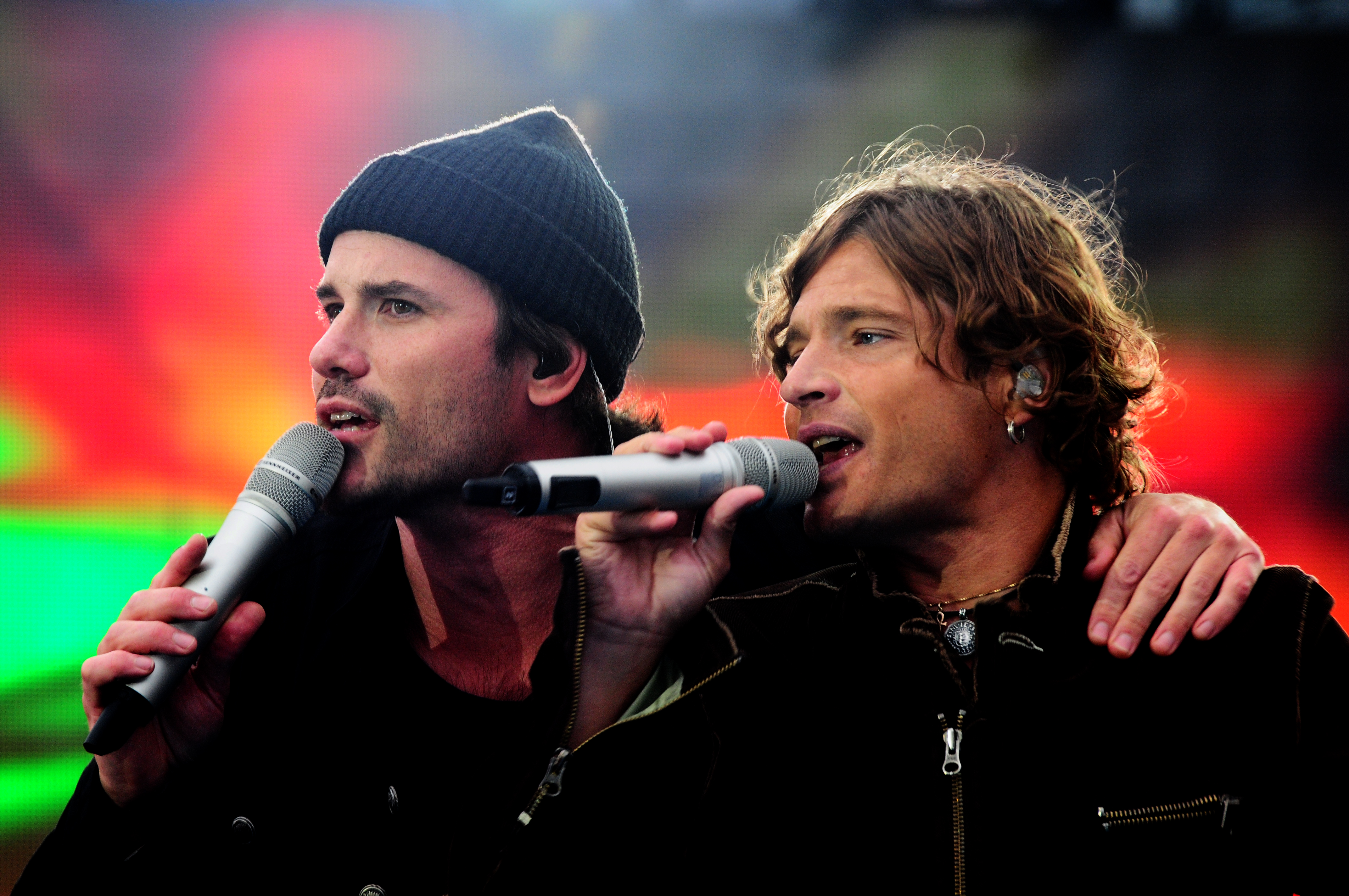
Martin Stenmarck och Andreas Johnson uppträder 2012.

## Privatliv
Johnson är bosatt i Stockholm tillsammans med hustrun Lisa Knapp och deras två barn, födda 2006 och 2010. Den äldsta dottern, Ella Knapp Johnson, har under våren 2024 gjort audition för musikprogrammet Idols tjugonde säsong.

## Diskografi

### Album
- 1994 – Brutal Awakenings (Med gruppen Planet Waves)
- 1997 – Cottonfish Tales
- 1999 – Liebling
- 2002 – Deadly Happy
- 2005 – Mr. Johnson, Your Room is on Fire
- 2006 – Mr. Johnson, Your Room is on Fire, 2 (Nyversion med låten "Sing for me")
- 2007 – The Collector
- 2008 – Rediscovered
- 2010 – Tour Edition
- 2012 – Village Idiot

### Singlar
- Lost Religion (med gruppen Planet Waves) (1995)
- Seven Days (1996)
- Crush (1997)
- Cruel (1997)
- Glorious (1999)
- The Games We Play (1999)
- People (2000)
- Shine (2002)
- End of the World (2002)
- Waterfall (2002)
- Show Me Love (2005)[4]
- Sing for Me (2006)
- Fools Like Us (2006)
- Sunshine of Mine (2006)
- A Little Bit of Love (2007)
- Go for the Soul (2007)
- Lucky Star (duett med Carola Häggkvist) (2008)
- One Love (duett med Carola Häggkvist) (2008)
- Do You Wanna Dance (2008)
- Escape (2009)
- We Can Work It Out (2010)
- Solace (2010)
- One Man Army (2011)
- Buzzin' (2011)
- Idag Kommer Aldrig Mer (utgiven med Niklas Strömstedt som Hagsätra Sport) (2011)
- Lovelight (2012)
- Hearts On Fire (Tillsammans Med Brolle)
- Living To Die (2015)